# フェラーリ・FF
フェラーリ・FF（Ferrari FF /Ferrari Four /フェラーリ・フォー）とは、イタリアの高級自動車メーカーであるフェラーリが2011年から2016年にかけて製造したワゴン（シューティングブレーク）型のグランドツーリングカーである。

## 概要
2011年1月21日、フェラーリ初の四輪駆動かつシューティングブレークモデルとして発表された。2月23日にマラネッロでの特別イベントでワールドプレミア、3月にはジュネーブモーターショーでの出展を経てデビューした。
フェラーリの市販車として過去最高の出力を持つ新開発のガソリン直噴エンジンに、3ドアに4座のシートと約450リットルの荷室を備えるなど、これまでのフェラーリになかった斬新なコンセプトを持つ。車名の「フォー」は四輪駆動と4名乗車に由来。エンジンの部品は、FFの1年後に導入されたクーペであるF12ベルリネッタと共有している。
デザインおよびスタイリングはピニンファリーナが担当。ローウィ・フェルメールシュとフラビオ・マンツォーニの指揮下でデザインされ、クーペスタイルのボディに2+2のシートを持つ612スカリエッティとほぼ共通するボディサイズを持つものの、全く違うコンセプトの新型車であることから、612スカリエッティの後継車ではないと発表された。なお、ドバイの警察においてパトカーとして導入された車両が存在する。

## 歴史
フェラーリは、2007年に612スカリエッティの後継車の開発を開始した。次期シューティングブレークの企画は、ピニンファリーナの元デザインディレクターを務めたフラビオ・マンゾーニとローウィ・フェルメールシュの指揮の下で始まった。フェラーリは当初、コンセプトカーであるピニンファリーナ・シンテージから開発された車を望んでいたが、プロジェクトは一旦イタルデザインに引き継がれ、イタルデザインは角ばった案を提示した。最終的には、さらなる開発のためにピニンファリーナに戻った。その他の開発は、フェラーリのスタイリングセンターで行われた。
こうしてFFは、2011年3月のジュネーブ国際モーターショーでデビューした。同月、マラネッロの工場で正式な製造が開始された。発売当初、フェラーリは年間800台のFFを生産すると発表したが、初年度の全生産台数がすでに完売していると述べた。 発売と同時にFFは世界最速の4シーターカーとなり、フェラーリにとっては599GTOに次いで2番目に速いグランドツアラーとなった。マラネッロの工場にて5年間で2,291台が生産された後、2016年に生産終了となった。その後、GTC4ルッソが後継車となった。

## メカニズム

### ボディ・空力性能
FFは、458イタリアの特徴であるプルバックヘッドライトと、458イタリアと599GTBフィオラノの両方に見られるツインサーキュラーテールライトを取り入れた、現代のフェラーリモデルのデザイン言語を反映している。ボディは、主にスペースフレーム構造を組み込んでおり、現代のすべてのフェラーリと同様に、アルミニウムで作られている。この設計は、前モデルと比較して重量を5%削減し、ねじり剛性を6%向上させている。
FFは大幅に強化されたエアロダイナミック・ダウンフォースによって、高速走行時の路面グリップを向上させる。最も顕著に見られるのは、エアロフォイル形状のセンターエレメントを特徴とするリアのスプリットレベルディフューザーである。これには、Cd=0.329という比較的高い空気抵抗係数が必要となる。サイドとリアに沿ったベントは、ホイールウェルから車体周囲に空気を送り出し、揚力と抗力を最小限に抑えるのに役立っている。
荷室容量は通常約450リットルだが、後席を折りたたむことで約800リットルまで拡大することができる。

### エンジンとトランスミッション

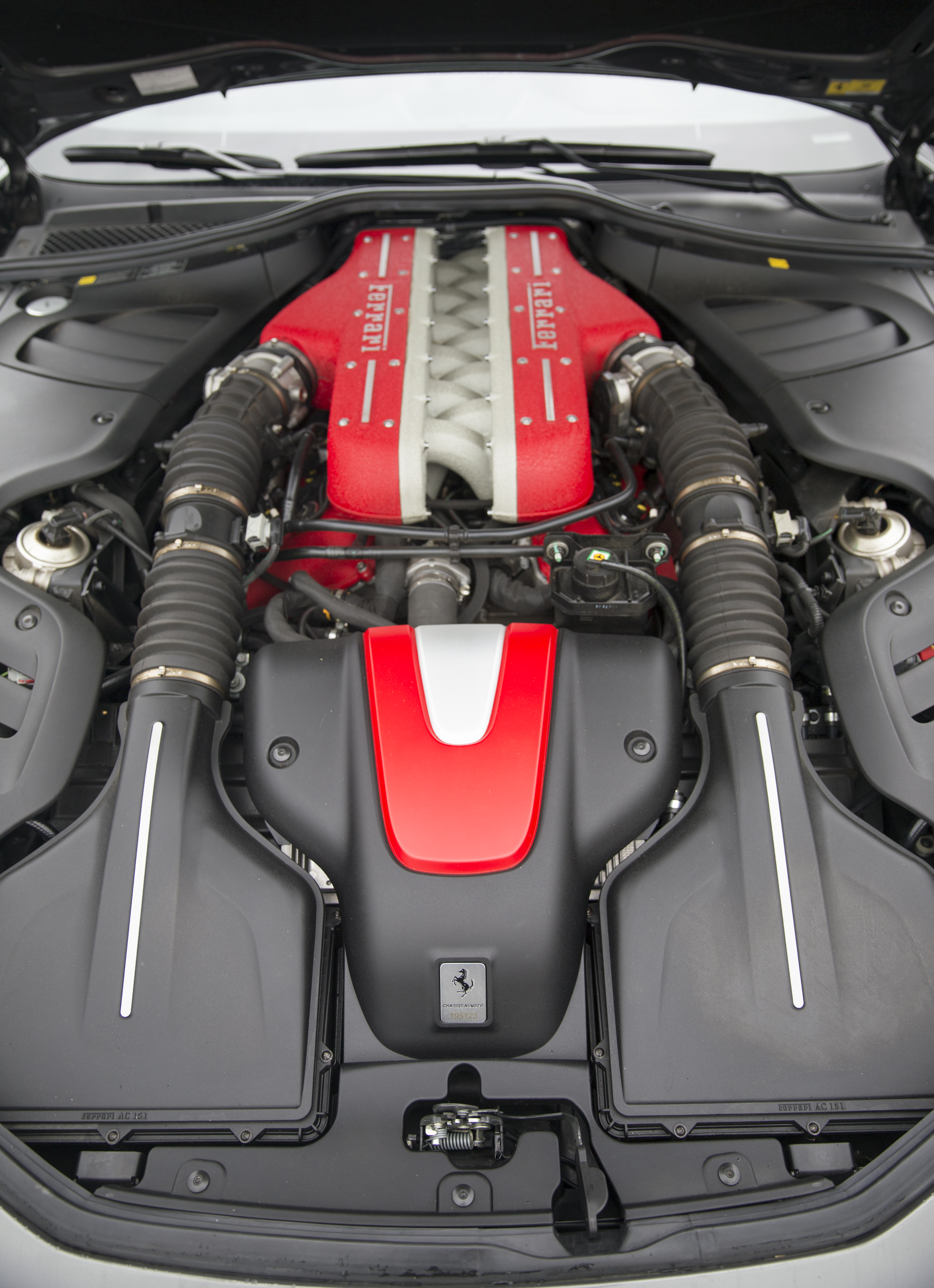
搭載されたF140EBエンジン

フロントミッドシップに搭載されるエンジンは、これまでのフェラーリの市販車として最大の排気量と出力を持つ、新開発のV型12気筒48バルブ 6,262 ccの自然吸気直噴エンジンで、最高出力660 PS (485 kW; 651 hp)を発生する。このエンジンにより、最高速度335 km/h (208 mph)、0-100 km/h加速3.7秒に達する。さらにアイドリングストップなどの二酸化炭素排出減少を目的としたシステム「HELE」もオプションで用意され、日本市場などでは標準装備される。
トランスミッションは458イタリアやカリフォルニアと同様の7速DCT。後部に配置されたことで、フロントで47%、リアで53%の重量配分となっている。電子制御リアディファレンシャルはギアボックスハウジングに組み込まれており、磁気適応ショック、スタビリティコントロール、レイアウト、電子ディファレンシャルを含むすべてのシャーシとパワートレイン制御システムが1つのモジュールに統合されている。

### 4RM

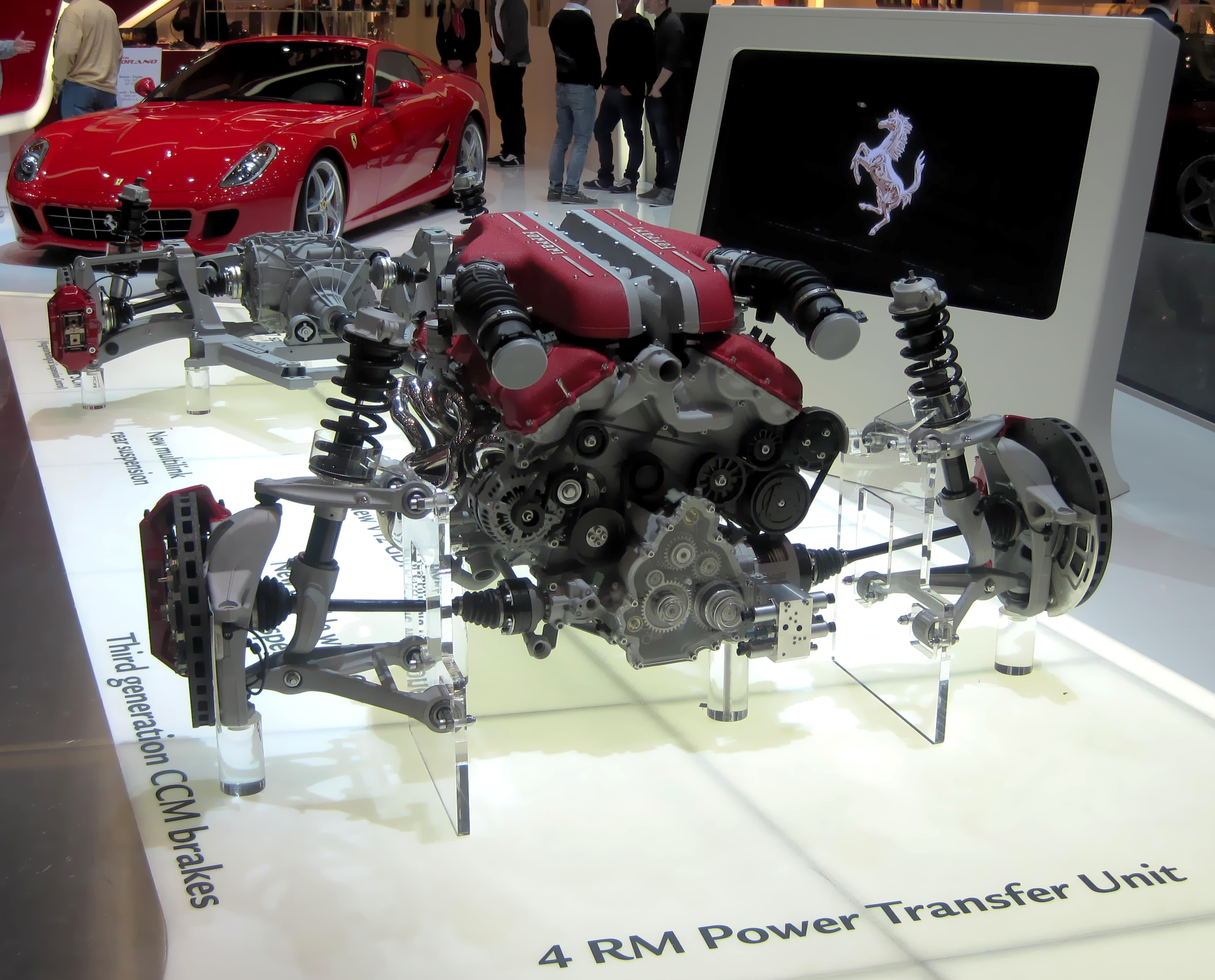
シャシ構造

FFには、フェラーリが新たに開発し特許を取得した四輪駆動システム「4RM」（ruote motrici、イタリア語で4WDを意味する）が組み込まれている。このシステムは縦置きのエンジン前方にパワートランスファーユニットを置き、そこからエンジンを貫く形でドライブシャフトを延ばし、後輪のトランスミッションとEデフを組み合わせたトランスアクスルユニットに繋げたものである。パワートランスファーユニットは、変速機が1-4速に入っているときのみ軸トルクの最大20%を前輪に伝達する。センターデフを持たない分4WDシステムは41キログラムと、一般的な4WDシステムより50%の軽量化及び低重心、低地上高を実現した。この軽量な四輪駆動システムが貢献したこともあり、前後47:53の重量比とともに高出力化と軽量化を実現し、時速335km/hの最高速と0-100km/h加速3.7秒という高性能を誇る。
さらにこのシステムは、エンジンのフロントからの動力を流すためにセカンダリギアボックスを使用する。フロントのギアボックスは、リアの1速ギアよりも6％長く、リアの4速ギアよりも6％長い（リバースは同じ）。したがって、フロントギアボックスの1速はリアの1速と2速をカバーし、2速はリアの3速と4速をカバーする。動力は、フロントトランスミッションの運転席側にある2つの電子制御油圧式湿式多板クラッチ（各車輪に1つずつ）を介して伝達される。これらのクラッチは後輪の速度に合わせてスリップを調整し、左右のパワー配分のためのトルクベクタリングを可能にする。

### その他
サスペンションは前後双方に、磁性流体学的な自動調整式ダンピングシステム「SCM3」をフェラーリで初採用し、ブレンボのカーボンセラミックブレーキを装備する。二酸化炭素排出量は360 g/km、燃料消費量は100キロメートルあたり15.4リットルである。
また、他のフェラーリの車種同様に「マネッティーノ」システム（Manettino dial）を搭載し、走行モードは「SPORT」、「COMFORT」、「ESC OFF」のほか、FFには「WET」「ICE-SNOW」が用意されている。他にも、カーナビゲーションシステムやデジタルテレビチューナーが用意されるほか、後席にはオプションでテレビモニターが用意されている。インテリアのほとんどはポルトローナ・フラウ社によるセミアニリンレザーによって覆われており、従来よりも高級な質感を実現している。

## 日本市場導入
イタリア本国での正式発表から4か月後の2011年7月5日、ルカ・ディ・モンテゼーモロ会長や駐日イタリア大使同席のもとで、駐日イタリア大使館で行われた発表会とガラパーティーにおいて日本市場への導入を発表した。価格は3,200万円で、日本独自の設定として、HELEシステムや日本語ナビゲーションシステム、クルーズコントロールなどが標準装備となる。また、右ハンドル車も設定される。
フェラーリ正規輸入車のオーナーには、7月2日に行われたフォルッツァフェラーリの前夜祭にて事前に発表された事を、中裕司がTwitterで明かしている。この際に、同年3月11日に発生した東日本大震災で被害を受けた宮城県石巻市の市内2か所の児童放課後クラブの再建費用として、フェラーリから寄贈されたFFの日本第1号車（オプションの革製専用スーツケースセットが付き）がオークションにかけられた。この個体は約4,000万円で落札され、その全額が再建に役立てられた。

## SP FFX

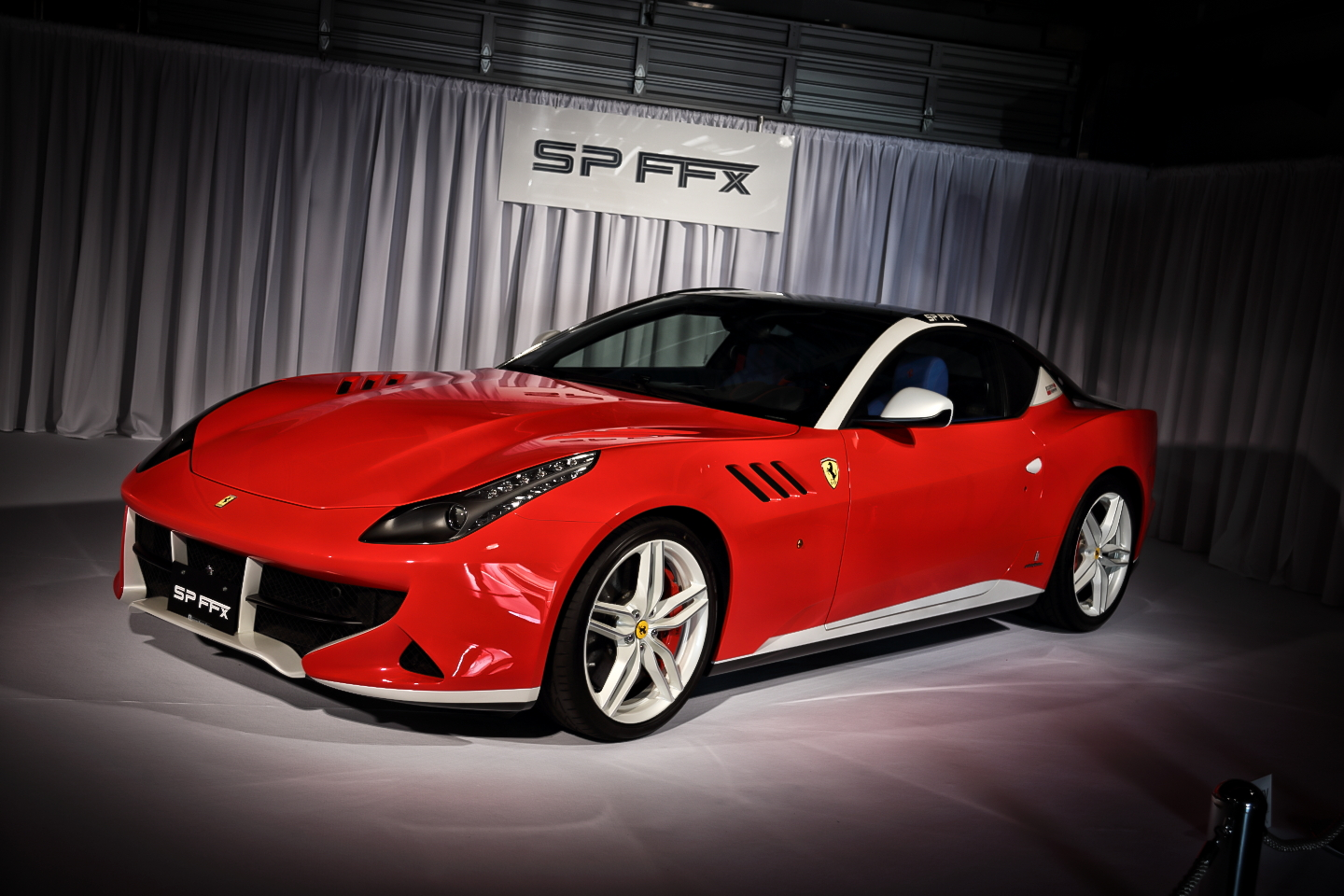
SP FFX

2014年に発表されたワンオフモデル。オーダーしたのは日本人の顧客で、ローンチイベントは富士スピードウェイで行われた。エンジンやコンポーネントはFFのものが使われており、ボディカラーは赤で、一部白で塗装されている。同年に日本で開催されたEsperienza Ferrariにも、同じワンオフモデルのSP1と共に展示された。2023年には、兵庫県のセントラルサーキットで開催されたチャオイタリア2023に登場した。SP FFXの初期の特許図面は、それが次世代のフェラーリ・カリフォルニアのデザインであるという憶測につながった。

## レセプション
FFは主に肯定的なレビューを受けており、多くの出版物がこの車を「家族全員のためのフェラーリ」と表現している。2011年、ジェレミー・クラークソンはサンデー・タイムズのレビューで、FFを「とても特別で、とても速いクルマで、実用性が少しあり、あまり追加されないかもしれない四輪駆動システムを備えている」と評した。彼は、フロントデザインやサイドビューは「素晴らしい」と褒めたものの、リアは物足りないと指摘し、「絶望的」で当たり障りのないものと評し、「起亜のほうがもっといい仕事をしている」と述べた。デビッド・アンダーコフラーは2013年のロサンゼルス・タイムズのレビューで、FFは「フェラーリ製グランドツーリングカーの長いラインの次の進化を表しており、レーシングカーのハンドリングを最優先に設計されたミッドシップエンジンの458のようなハイテンションなスポーツカーとは対照的である」と述べている。ニューヨーク・タイムズのエズラ・ダイアーはFFを「大胆な車」と評し、「それが象徴する自信」を賞賛している。
フォーブスのハンナ・エリオットは、FFを「彼女が運転したことを覚えている中で最も完璧にバランスの取れた車」と表現した。ウォールストリートジャーナル紙のライター、ダン・ニールは、FFを「かわいらしさを軽蔑し、洗練された派手なブルジョアの概念を嘲笑する車」と評し、別の批評ではFFを「史上最もクールなフェラーリ」と評し、美観を気にすることなく印象的なパフォーマンスを称賛した。モータートレンドのパトリック・ホーイは、FFを「おとなしい」「ユーザーフレンドリー」と評し、ステアリングの軽さも評価したが、「スタートボタンが作動する前に回さなければならないイグニッションキー」とその高額な価格を批判した。
この他にもFFは数々の称賛を受けている。上海モーターショーで、中国版のカー・アンド・ドライバーは、FFに2011年の最も美しいスーパーカーを授与した。その年、雑誌「トップ・ギア」はFFにエステートカーオブザイヤーを贈った。インド版のトップ・ギアは、FFに2012年のラグジュアリーカーオブザイヤーを授与した。

## ギャラリー

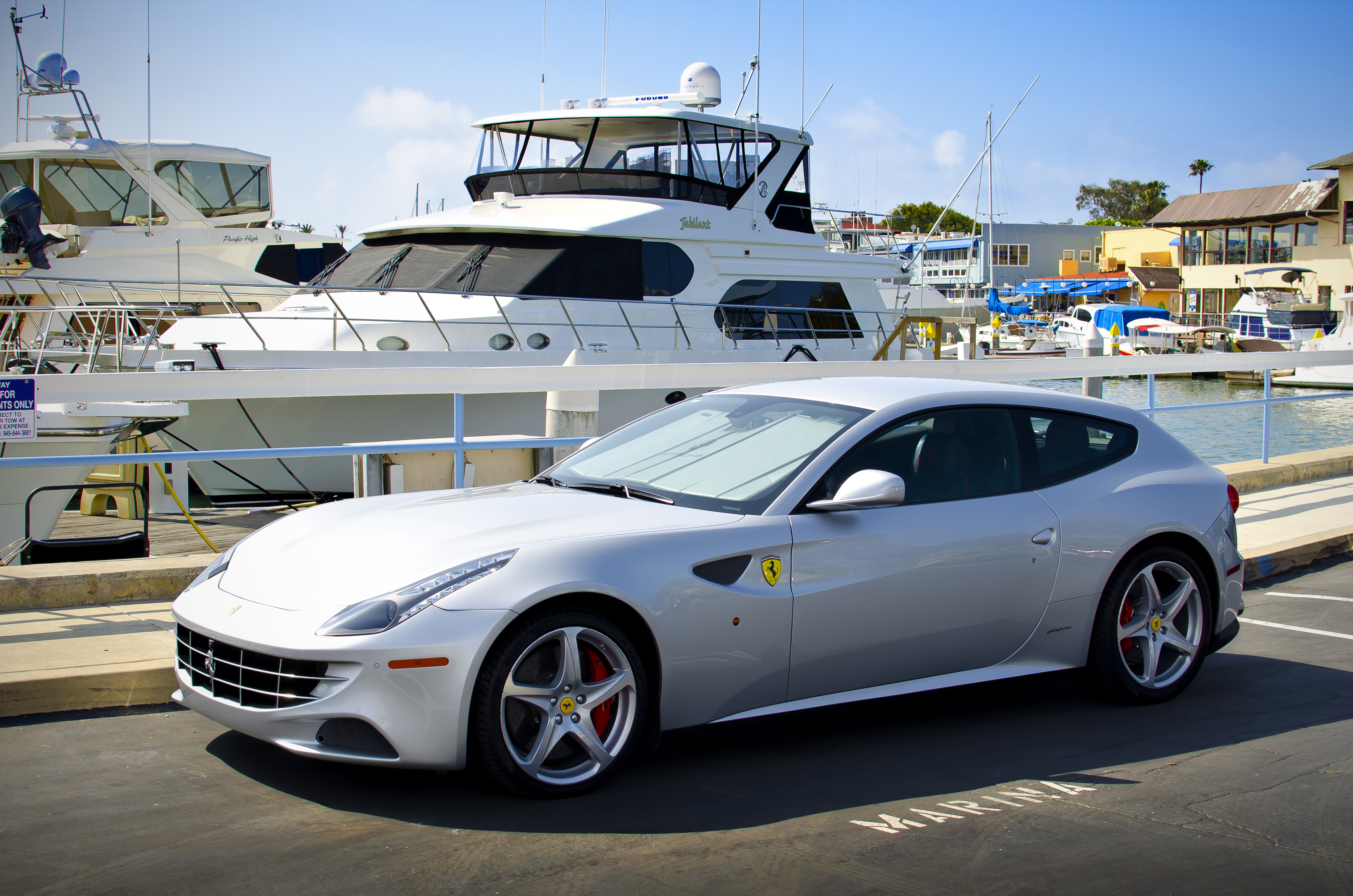
ニューポートビーチにて撮影
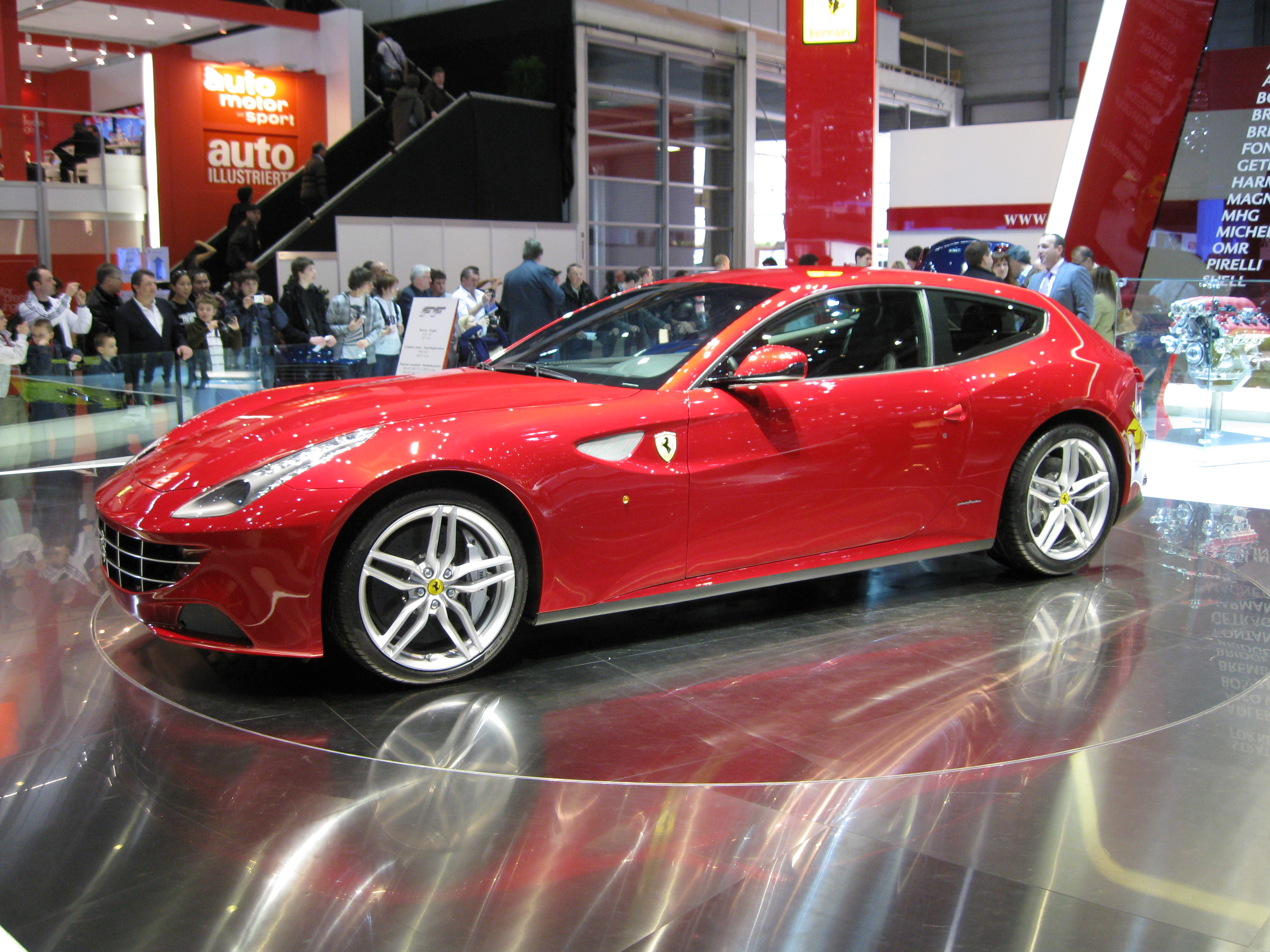
ジュネーヴモーターショー2011展示車両
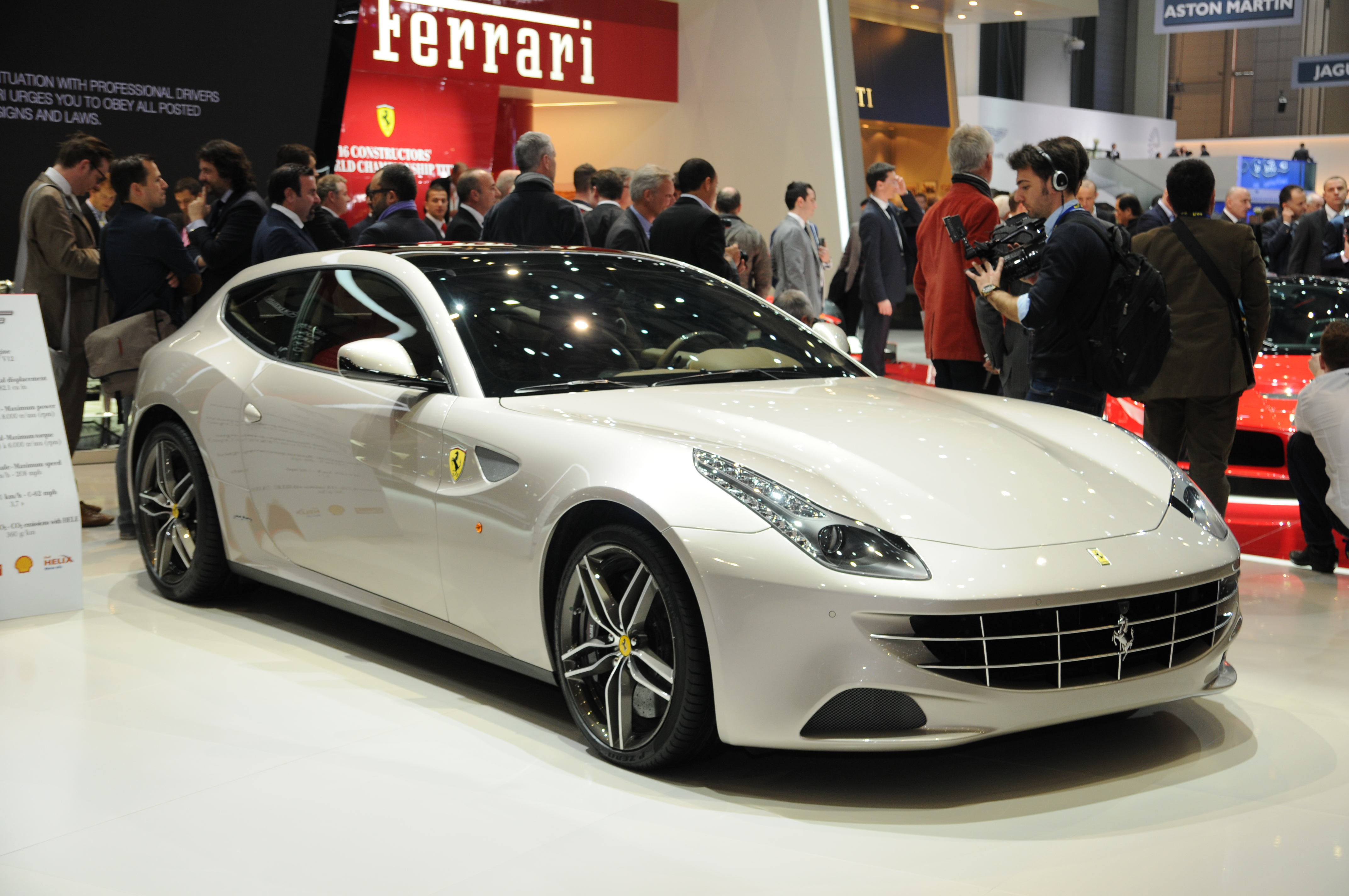
ジュネーヴモーターショー2013展示車両

### ニュース
- Sarah Arnott (2011年3月1日). “One extreme to the other: Geneva puts the slump behind it”. The Independent:  p. 33.  オリジナルの2024年9月15日時点におけるアーカイブ。 2024年9月11日閲覧。
- A. J. Baime (2023年9月8日). “His Ferrari is built for family life”. The Wall Street Journal.  オリジナルの2024年9月12日時点におけるアーカイブ。 2024年9月12日閲覧。
- Erin Baker; Chris Knapman (2011年1月22日). “4WD Ferrari FF revealed”. The Daily Telegraph:  p. 9
- David Booth (2013年8月12日). “Don't let its looks deceive you”. The Gazette:  p. C.2
- John F. Burns (2013年10月18日). “Placing reality on hold, at least temporarily, in a Ferrari FF”.  オリジナルの2024年9月10日時点におけるアーカイブ。 2024年9月11日閲覧。
- Jeremy Clarkson (2011年7月10日). “The Clarkson review: Ferrari FF (2011)”. The Sunday Times. 2024年9月12日時点のオリジナルよりアーカイブ。2024年9月12日閲覧。
- Paul Connolly (2014年2月2日). “Sublime Fourrari breaks the mould”. Belfast Telegraph:  p. 4
- Tony Davis (2015年10月1日). “Why the Ferrari FF is a V12 grand tourer for all the family”. Australian Financial Review. 2024年9月11日時点のオリジナルよりアーカイブ。2024年9月11日閲覧。
- Henri du Plessis (2011年1月25日). “... Or an ugly beast?”. Cape Argus:  p. 3
- Ezra Dyer (2012年6月3日). “Family travel at the $300,000 price point”. The New York Times:  p. AU.1.  オリジナルの2024年9月12日時点におけるアーカイブ。 2024年9月12日閲覧。
- Andrew English (2011年3月24日). “Ferrari FF review”. The Daily Telegraph. p. 2. 2023年11月13日時点のオリジナルよりアーカイブ。2024年9月11日閲覧。
- Andrew English (2016年7月2日). “Ferrari's shooting brake is off target”. The Daily Telegraph:  p. 2
- Jack Ewing (2011年3月2日). “A Ferrari for the whole family”. The New York Times. 2024年9月12日時点のオリジナルよりアーカイブ。2024年9月12日閲覧。
- “Ferrari FF: the facts”. The Daily Telegraph:  p. 135. (2011年3月26日) 2024年9月12日閲覧。
- “First photographs of the FF Ferrari unveiled”. Waterloo Region Record:  p. 29. (2011年1月28日)
- “Gone in 3.7 seconds”. The New Indian Express (2011年11月6日). 2024年9月11日時点のオリジナルよりアーカイブ。2024年9月11日閲覧。
- Jim Kenzie (2011年3月26日). “Ferrari's hot hatch”. Toronto Star:  p. W.18
- Brian Melton (2012年1月4日). “Spunk and a trunk”. Fort Worth Star-Telegram:  p. Z74
- James Mills (2011年1月23日). “Ferrari FF: F f flipping heck”. The Times. 2024年9月11日閲覧。
- Dave Moore (2011年1月29日). “Ferrari makes an estate car”. Dominion Post:  p. D.3
- Brenwin Naidu (2016年4月2日). “Quick spin: Ferrari FF”. TimesLIVE.  オリジナルの2024年9月12日時点におけるアーカイブ。 2024年9月12日閲覧。
- Dan Neil (1 April 2011a). “Supercar on ice”. The Wall Street Journal.  オリジナルの2024年9月12日時点におけるアーカイブ。 2024年9月12日閲覧。
- Dan Neil (2011年4月2日). “The coolest Ferrari ever—drive carefully”. The Wall Street Journal:  p. D.10.  オリジナルの2024年9月11日時点におけるアーカイブ。 2024年9月11日閲覧。
- Dan Neil (2017年5月18日). “GTC4Lusso: A Ferrari for the whole family”. The Wall Street Journal:  p. D.10.  オリジナルの2024年9月12日時点におけるアーカイブ。 2024年9月12日閲覧。
- Jonathan Schultz (2012年2月29日). “Ferrari previews the F12 Berlinetta ahead of Geneva auto show”. The New York Times. 2024年9月11日時点のオリジナルよりアーカイブ。2024年9月11日閲覧。
- Alastair Sloane (2011年3月22日). “Ferrari FF flies off production line”.  オリジナルの2024年9月11日時点におけるアーカイブ。 2024年9月11日閲覧。
- David Undercoffler (2013年1月24日). “Ferrari FF four-seater is practical but still ferocious”. Los Angeles Times:  p. B.1.  オリジナルの2024年9月12日時点におけるアーカイブ。 2024年9月12日閲覧。

### ウェブサイト
- “2012 Ferrari FF Coupé Chassis no. to be advised”.   Bonhams (2018年3月18日). 2024年9月13日時点のオリジナルよりアーカイブ。2024年9月13日閲覧。
- Brian Anderson (2023年8月28日). “10 fastest naturally aspirated cars ever”. Top Speed. 2024年10月5日閲覧。
- Mike Austin (1 March 2011a). “Explaining the Ferrari FF's two-gearbox four-wheel-drive system”. Car and Driver. 2024年9月11日時点のオリジナルよりアーカイブ。2024年9月11日閲覧。
- Michael Austin (2011年3月23日). “2012 Ferrari FF”. Car and Driver. 2024年9月11日時点のオリジナルよりアーカイブ。2024年9月11日閲覧。
- Luca Ciferri (2011年3月20日). “Ferrari FF first year's production sold out”. Autoweek. 2024年9月11日時点のオリジナルよりアーカイブ。2024年9月11日閲覧。
- Stephen Dobie (16 November 2015). “The 20 most powerful naturally aspirated supercars”. Top Gear (BBC).  オリジナルの17 September 2024時点におけるアーカイブ。 2024年9月11日閲覧。.
- Stephen Dobie (2016年3月1日). “Bye bye FF, hello Ferrari GTC4Lusso”. Top Gear.   BBC. 2022年12月25日時点のオリジナルよりアーカイブ。2024年9月12日閲覧。
- Richard Dredge (2023年6月9日). “Road-going cars so great they only built them once”.   Yahoo! Autos. 2024年9月12日時点のオリジナルよりアーカイブ。2024年9月12日閲覧。
- Hannah Elliott (2012年7月5日). “Driving The FF: Ferrari's perfect getaway car”. Forbes. 2024年9月12日時点のオリジナルよりアーカイブ。2024年9月12日閲覧。
- Andrew English (2012年9月14日). “Inside the F12”. Road & Track. 2024年9月12日時点のオリジナルよりアーカイブ。2024年9月12日閲覧。
- “Ferrari FF makes debut”. Top Gear.   BBC (2011年3月1日). 2024年9月11日時点のオリジナルよりアーカイブ。2024年9月11日閲覧。
- “First drive: 2012 Ferrari FF”. Motor Trend (2011年3月26日). 2024年9月11日閲覧。
- Eric Gallina (2014年11月4日). “Ferrari's new FF shooting brake”. Car Design News. 2024年9月11日閲覧。
- Kirby Garlitos (2018年9月26日). “Watch someone offroad a 2016 Ferrari FF as it screams for mercy”. Top Speed. 2024年10月5日閲覧。
- Jonathan M. Gitlin (2016年2月8日). “Getting to know the FF, a Ferrari you can drive every day”. Ars Technica. 2024年9月11日時点のオリジナルよりアーカイブ。2024年9月11日閲覧。
- Patrick Hoey (2015年6月9日). “2015 Ferrari FF review”. Motor Trend. 2024年9月12日時点のオリジナルよりアーカイブ。2024年9月12日閲覧。
- Lewis Kingston (2014年1月28日). “One-off Ferrari SP FFX unveiled”. Autocar. 2024年3月8日時点のオリジナルよりアーカイブ。2024年9月12日閲覧。
- Jens Meiners (2011年1月21日). “2012 Ferrari FF official photos and info”. Car and Driver. 2024年9月11日時点のオリジナルよりアーカイブ。2024年9月11日閲覧。
- Newton, Andrew (2024年1月27日). “Was $324K the Ferrari FF's breakout sale?”.  オリジナルの2024年9月12日時点におけるアーカイブ。 2024年9月12日閲覧。
- Pattni, Vijay (2011年1月21日). “Four-wheel-drive Ferrari shooting-brake revealed”. Top Gear.   BBC. 2024年9月12日時点のオリジナルよりアーカイブ。2024年9月12日閲覧。
- Wes Raynal (2011年1月20日). “Ferrari FF technology focused on performance, less weight”. Autoweek. 2024年9月12日時点のオリジナルよりアーカイブ。2024年9月12日閲覧。
- “Top Gear magazine awards 2012”.   BBC. 2012年12月14日時点のオリジナルよりアーカイブ。2024年10月6日閲覧。
- Peter Valdes-Dapena (2012年6月5日). “A Ferrari for the whole family”.   CNN Money. 2024年9月12日時点のオリジナルよりアーカイブ。2024年9月12日閲覧。
- Chris Ziegler (2016年2月8日). “The closest thing to a Ferrari family car is now the GTC4Lusso”. The Verge. 2024年9月11日時点のオリジナルよりアーカイブ。2024年9月11日閲覧。

### 雑誌
- Sam Smith (August 2011). “Esquire's Car of the Year”. Esquire 156 (1):  66.